# Грань (геологія)

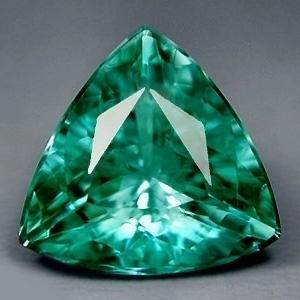
Дорогоцінне каміння з гранями.

Грань (рос. грань, англ. facet, border, face, side; нім. Kante f) — в мінералогії і гірництві — плоска (сточена) поверхня уламку мінералу, гірської породи.
Розрізняють також псевдогрань.
Скульптура граней — ускладнення на поверхні граней кристала у вигляді горбочків, ямок, віцинальних утворень, штрихів тощо, які є слідами процесів росту або розчинення. Грані кожної простої форми характеризуються своєю індивідуальною структурою, що дозволяє відрізняти грані різних простих форм одну від одної.